# Bălești-Cătun
Bălești-Cătun falu Romániában, Erdélyben, Fehér megyében. Közigazgatásilag Bisztra községhez tartozik.

## Fekvése
A Mócvidéken, Bisztra közelében, Băleşti mellett fekvő település.

## Története
Băleşti-Cătun korábban Băleşti része volt. 1956 körül vált külön 71 lakossal.
1966-ban 82, 1977-ben 77, 1992-ben 85, 2002-ben pedig 82 román lakosa volt.